# Valtellina Casera
Valtellina Casera es un queso italiano con denominación de origen protegida por el Reglamento CE n.º 1263/96 y denominazione di origine italiana desde 1995. La zona de procedencia de la leche destinada a la transformación del queso comprende todo el territorio de la provincia de Sondrio. 

## Historia
La Valtellina es una zona de los Alpes italianos en la que la ganadería ha sido históricamente importante, gracias a sus extensos pastos. Los rebaños subían a la parte alta de las montañas durante la primavera y el verano, bajando a los valles en otoño. El queso más famoso de la región es el bitto, que sólo podía realizarse durante cuatro meses al año. Valtellina casera es una variación sobre el bitto, realizándose a lo largo de todo el año pero a menor altura. El término «casera» proviene del latín «caseus» (queso). Valtellina era el nombre de las bodegas donde maduraban los quesos. 

## Características
Se fabrica con leche de vaca, parcialmente descremada. Tiene forma cilíndrica. La superficie es suave. Su corteza exterior presenta un color pajizo, que tiende a oscurecerse conforme madura el queso. Como el bitto, este queso tiene un sabor ácido, que recuerda las hierbas silvestres de la Valtellina. Se puede tomar con aceitunas, pan y corazones de alcachofa marinados. Se usa mucho en la cocina de la Valtellina, en particular para los pizzoccheri. Marida bien con vinos de cepa sangiovese, un soave (vino blanco DOC de la provincia de Verona) o uno propio de la región, como el valtellina (DOC de la provincia de Sondrio), así como una cerveza inglesa tipo IPA.

## Denominación de origen
Desde 1996, el Valtellina Casera es una denominación de origen protegida (PDO) ante la Unión Europea. A nivel internacional, cuenta con registro como denominación de origen, conforme al Sistema de Lisboa, ante la Organización Mundial de la Propiedad Intelectual, desde el 18 de diciembre de 2015.